# Anders C. Sjaastad
Anders Christian Sjaastad (født 21. februar 1942 i Oslo) er en norsk forsker ansat ved Norsk Utenrikspolitisk Institutt og tidligere politiker (H). Han blev valgt til Stortinget for Oslo fra 1985 til 1997. Han var supleant i perioderne 1981–1985 og 1997–2001.
Sjaastad var formand i Den Konservative Studenterforening i 1965, og formand i Det Norske Studentersamfund i 1967. Han opnåede graden mag.art. i statsvidenskab ved Universitetet i Oslo i 1969, og blev fra 1970 ansat ved NUPI. Her arbejdede han som forsker og informationschef frem til han blev Forsvarsminister da Kåre Willoch overtog som statsminister efter stortingsvalget i 1981. Sjaastad fortsatte som stortingsrepræsentant fra 1986 til 1997.
Han var næstformand i Europabevegelsen fra 1987 til 1989, og leder fra 1989 til 1992. Sjaastad var Oslo Høyres leder fra 1996 til 2000.